# Thermi
Thermi (tiếng Hy Lạp: ?) là một khu tự quản ở vùng Trung Makedonías, Hy Lạp. Khu tự quản Thermi có diện tích 382 km², dân số theo điều tra ngày 18 tháng 3 năm 2001 là 34436 người.